# Love Is Beautiful
Love is Beautiful é o décimo álbum da banda japonesa de rock Glay. Foi lançado em 31 de Janeiro de 2007 e chegou à 1ª posição na Oricon, vendendo 193.530 cópias, tendo estreado na 10ª colocação. Foi mais tarde certificado como platina pela RIAJ.

## Faixas
| N.º            | Título                                                      | Duração |  |
| 1.             | "Rock'n'Roll Swindle (album ver.)"                          | 4:01    |  |
| 2.             | "Henna Yume ~Thousand Dreams~" (変な夢 〜THOUSAND DREAMS〜) | 3:45    |  |
| 3.             | "100 Mankai no Kiss" (100万回のKISS)                        | 4:50    |  |
| 4.             | "Natsuoto" (夏音)                                           | 5:04    |  |
| 5.             | "American Innovation"                                       | 3:55    |  |
| 6.             | "Answer."                                                   | 5:15    |  |
| 7.             | "Bokutachi no Shouhai" (僕達の勝敗)                         | 5:41    |  |
| 8.             | "Saragi no Tou" (サラギの灯)                                | 5:49    |  |
| 9.             | "World's End"                                               | 3:36    |  |
| 10.            | "Scream (album ver.)"                                       | 4:43    |  |
| 11.            | "Koi" (恋)                                                  | 5:15    |  |
| 12.            | "I will～"                                                  | 5:51    |  |
| 13.            | "Layla"                                                     | 5:38    |  |
| 14.            | "Mirror (album ver.)"                                       | 5:50    |  |
| Duração total: | Duração total:                                              | 1:09:13 |  |

### Edição Limitada
1. "Rock'n'Roll Swindle's Promotional Video"
2. "Koi's Promotional Video"
3. "Scream's Promotional Video"
4. "Answer's Promotional Video"
5. "Natsuoto's Promotional Video"
6. "100 Mankai no Kiss's Promotional Video"
7. "Love Is Beautiful Road Movie"